# سعود الفیصل
سعود الفیصل بن عبد العزیز آل سعود (زادهٔ ۲ ژانویه ۱۹۴۰ در ریاض – درگذشتهٔ ۹ ژوئیهٔ ۲۰۱۵)، دومین فرزند فیصل بن عبدالعزیز، از اعضای خاندان سلطنتی آل سعود و به مدت ۴۰ سال (۱۹۷۵–۲۰۱۵) وزیر امور خارجه عربستان سعودی بود، و از این حیث با سابقه‌ترین وزیر امور خارجه در جهان بود. وی برادرزادهٔ سلمان بن عبدالعزیز پادشاه فعلی عربستان بود.
بندر بن فیصل، برادر سعود الفیصل، روز یکشنبه ۱ آذر ۱۳۹۴ (۲۲ نوامبر ۲۰۱۵) در سن ۷۵ سالگی درگذشت.

## زندگی و سیاست
سعود الفیصل در تاریخ ۲ ژانویه ۱۹۴۰ در شهر طائف عربستان به دنیا آمد. او دومین پسر فیصل بن عبدالعزیز و عفت الثنیان بود. او دوران دبیرستان را در مدرسه‌ای در پرینستون سپری کرد و سپس به دانشگاه پرینستون رفت و در رشته اقتصاد از آن دانشگاه فارغ‌التحصیل شد. سعود فیصل از سال ۱۹۷۱ به مدت چهار سال معاون وزیر نفت عربستان بوده و در اکتبر ۱۹۷۵ و هفت ماه پس از آنکه پدرش ملک فیصل به دست یکی از برادرزاده‌های خود ترور شد از سوی پادشاه تازه به مقام وزارت خارجه منصوب شد. و به مدت ۴۰ سال در این مقام فعالیت داشت.
سعود الفیصل نقش مهمی در پایان دادن به جنگ داخلی لبنان (۱۹۷۵–۱۹۹۰) ایفا کرد و همچنین سیاست خارجی عربستان سعودی در دوران جنگ ایران و عراق، و حمله عراق به کویت (۱۹۹۱) زیر نظر او رهبری می‌شد.
او همچنین مجری طرح صلح ملک عبدالله برای صلح با اسرائیل در ازای خروج از اراضی اشغالی و قطعنامه‌ای برای حل مشکل آوارگان بود که اسرائیل با این طرح موافقت نکرد.
سعود الفیصل در تاریخ ۲۹ آوریل توسط ملک سلمان به سبب بیماری از مقام وزارت خارجه این کشور برکنار و عادل الجبیر سفیر ریاض در واشینگتن جانشین او شد.
وی در تاریخ ۹ ژوئیهٔ سال ۲۰۱۵ (۱۸ تیر ۱۳۹۴) چند ماه پس از کناره گیری از وزارت امور خارجه عربستان درگذشت.

## زندگی شخصی
سعود الفیصل با جواهره عبدالرحمان ازدواج کرد و از این ازدواج دارای ۲ دختر و ۳ پسر بود. وی که به زبان انگلیسی مسلط بود رئیس هیئت مدیره دانشگاه الفیصل در ریاض بود.